# Дубшары
Дубшары (укр. Дубшари) — село в Дубовской сельской общине Калушского района Ивано-Франковской области Украины.
Население по переписи 2001 года составляло 153 человека. Занимает площадь 7,913 км². Почтовый индекс — 77644. Телефонный код — 03474.